# خالد محیی‌الدین

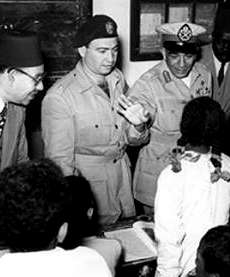
محیی‌الدین خطاب به اعضای شورای فرماندهی انقلاب مصر، ۱۹۵۴

خالد محیی الدین (عربی مصری: خالد محيى الدين؛ زادهٔ ۱۷ اوت ۱۹۲۲ - درگذشتهٔ ۶ مه ۲۰۱۸) سیاست‌مدار و ناشر اهل مصر بود. وی سیاستمدار و سرگردی در ارتش شاهنشاهی مصر بود. او در خیزش افسران آزاد با جمال عبدالناصر توانست که پادشاه وقت مصر، فاروق یکم را سرنگون سازد. محیی الدین پس از پیروزی کودتا علیه نظام شاهنشاهی با جمال عبدالناصر اختلاف پیدا کرد و ظاهراً ناصر به عنوان تنبیه او را به سوئیس تبعید کرد.
وی همچنین برندهٔ جوایزی همچون جایزه صلح لنین شده‌است.